# Claude Petitjean
Pour les articles homonymes, voir Petitjean.
Claude Petitjean est un homme politique français né le 22 août 1858 à Saillenard (Saône-et-Loire) et décédé le 22 octobre 1932 à Saillenard. Il fut député (1902-1910), puis sénateur de Saône-et-Loire (de 1924 à sa mort).

## Biographie
Issu d'une famille pauvre, il est instituteur à 19 ans, puis directeur d'école à 24 ans. Conseiller général du canton de Beaurepaire-en-Bresse de 1887 à 1932, il accède à la présidence du Conseil général de Saône-et-Loire en 1929. Il est député de Saône-et-Loire de 1902 à 1910 et siège au groupe radical-socialiste. Il entame alors des études de droit, qui l'amènent au doctorat en 1915. Il est secrétaire de la Chambre de 1906 à 1909
Battu en 1910, il occupe un emploi au ministère des Finances, à Paris. Il ne retrouve un mandat parlementaire qu'en 1924, lors d'une élection sénatoriale partielle. Il meurt en cours de mandat en 1932. Il s'occupe essentiellement des questions budgétaires.

## Sources
- « Claude Petitjean », dans le Dictionnaire des parlementaires français (1889-1940), sous la direction de Jean Jolly, PUF, 1960 [détail de l’édition]